# Ивановская (Вожегодский сельсовет)
Ивановская — деревня в Вожегодском районе Вологодской области.
Входит в состав Вожегодское городское поселение, с точки зрения административно-территориального деления — в Вожегодский сельсовет.
Расстояние до районного центра Вожеги по автодороге — 13 км. Ближайшие населённые пункты — Подольная, Самойловская, Павловская.
По переписи 2002 года население — 6 человек.